# Hiperbolična geometrija
Hiperbolična geometrija ali geometrija Lobačevskega je najbolj znana in zgodovinsko tudi prva odkrita neevklidska geometrija. Odkrila sta jo istočasno in neodvisno eden od drugega Nikolaj Ivanovič Lobačevski in János Bolyai. Po odkriteljih jo imenujemo tudi geometrija Bolyai-Lobačevskega.

## Značilnosti hiperbolične geometrije
Osnova hiperbolične geometrije je aksiomatski sistem, ki se samo po enem aksiomu razlikuje od standardnih aksiomov evklidske geometrije. Gre za aksiom o vzporednici, ki se v hiperbolični geometriji glasi:
Skozi točko T, ki ne leži na premici p, poteka več kot ena vzporednica k premici p.
Zaradi spremenjenega aksioma o vzporednici so tudi lastnosti drugih geometrijskih objektov drugačne kot v evklidski geometriji. Nekaj najbolj značilnih:

### Vzporednice
Izkaže se, da skozi točko T, ki ne leži na p, poteka celo neskončno mnogo premic, ki ne sekajo premice p in jih zato imenujemo vzporednice. Vzporednice sestavljajo šop premic, omejen z dvema mejnima premicama. Ti dve mejni premici imenujemo asimptotski vzporednici - vsaka od njiju se namreč asimptotsko približuje premici p. Ostale vzporednice imenujemo hipervzporednice (ali tudi ultravzporednice).
Posebnost vzporednic je tudi lastnost, da razdalja med vzporednicama ni stalno enaka. Če gre za hipervzporednici, je razdalja med njima na nekem mestu najmanjša (tam obstaja edina skupna pravokotnica teh dveh premic), levo in desno od tega mesta pa se hipervzporednici oddaljujeta ena od druge. Pri asimptotičnih vzporednicah je mesto najmanjše razdalje doseženo v neskončnosti.

### Vsota kotov
Vsota kotov v poljubnem trikotniku je vedno manjša od 180°. Odstopanje vsote kotov od 180°imenujemo defekt trikotnika: 
δ = 180° − (α + β + γ).
Pogosto kote merimo v radianih, ki veljajo za naravno kotno mero. V tem primeru velja, da je vsota kotov v trikotniku manjša od π radianov in defekt je enak:
δ = π − (α + β + γ).
Zanimivost: v hiperbolični geometriji je trikotnik do skladnosti natančno določen tudi s koti, zato v hiperbolični geometriji podobnost likov sploh ne obstaja.
Podobno kot za trikotniike velja tudi za druge večkotnike: vsota kotov v štirikotniku je vedno manjša od 360°, zato npr. ne obstaja štirikotnik, ki bi imel same prave kote (pravokotnik).

### Ploščina
Ploščina trikotnika je v hiperbolični geometriji premosorazmerna z defektom: 
p = k δ.
Koeficient k je odvisen od izbire enot. Pogosto izberemo za merjenje kotov naravne enote - radiane. Če izberemo tudi za merjenje razdalj (in posledično ploščin) ustrezne enote, je možno doseči, da je k enak 1. Ustrezne dolžinske enote imenujemo naravne dolžinske enote. 
V naravnih enotah torej velja:
p = δ.

### Povezava z evklidsko geometrijo
Pri majhnih razdaljah se hiperbolična geometrija ne razlikuje od evklidske. Razlike pridejo do izraza šele pri velikih razdaljah. Možno je, da je geometrija vesolja okoli nas hiperbolična, vendar pa tega ne opazimo, ker v zemeljskem merilu nikoli ne srečamo dovolj velikih razdalj. 
Če bi bilo vesolje hiperbolično in bi bila naravna dolžinska enota velika nekaj metrov (ali tudi do nekaj kilometrov), bi zgoraj opisane lastnosti zlahka opazili oziroma izmerili. 
Če pa je vesolje okoli nas hiperbolično in naravna dolžinska enota meri nekaj milijonov kilometrov (ali celo več svetlobnih let), potem so zgoraj opisani učinki v zemeljskem merilu zanemarljivo majhni in jih v praksi ni mogoče izmeriti.

## Modeli hiperbolične geometrije
Zaradi lažjega vizuelnega predstavljanja so matematiki izdelali več modelov hiperbolične geometrije. Zaradi preprostosti si bomo ogledali nekaj modelov ravninske hiperbolične geometrije. Obstajajo tudi ustrezni prostorski modeli, vendar si jih je težje predstavljati.

### Kleinov krožni model
V Kleinovem modelu si predstavljamo hiperbolično ravnino kot notranjost enotskega kroga v koordinatnem sistemu.
Za hiperbolične premice vzamemo samo tiste dele premic, ki ležijo v notranjosti tega kroga (tj.: tetive). Razdaljo med točkama definiramo s posebno formulo tako, da je razdalja med dvema točkama na poljubni premici lahko poljubno velika.
Za točko A(a,0), ki leži na pozitivnem delu abscisne osi (a med 0 in 1), definiramo oddaljenost od izhodišča s funkcijo arth (hiperbolični arkus tangens ali area tangens - glej hiperbolične funkcije):
d(0,A) = arth a
Kleinov model zelo nazorno prikazuje lastnosti vzporednic, žal pa je nekoliko nepregleden, ko gre za lastnosti povezane s koti, saj koti v modelu ne ustrezajo dejanskim kotom v hiperbolični ravnini.

### Poincaréjev krožni model
Tudi v Poincaréjevem modelu si predstavljamo hiperbolično ravnino kot notranjost enotskega kroga v koordinatnem sistemu.
Za hiperbolične premice vzamemo premere enotskega kroga in krožne loke, ki so pravokotni na mejno enotsko krožnico.
Poincaréjev model prikazuje premice na nekoliko neobičajen način, vendar pa dosti bolj nazorno predstavlja kote v hiperbolični ravnini.

### Psevdosfera
Hiperbolično ravnino lahko dobro ponazorimo s psevdosfero. To je ploskev, ki ima konstantno negativno Gaußovo ukrivljenost −1/R2 (to je neke vrste analogija s sfero z radijem R, ki ima Gaußovo ukrivljenost +1/R2). 
Hiperbolične premice v tem modelu ponazorimo z geodetkami na psevdosferi.

## Krivulje v hiperbolični geometriji
V hiperbolični ravnini lahko definiramo krožnico enako kot v evklidski geometriji (množica točk, ki so enako oddaljene od središča). Obstaja pa še nekaj krivulj, ki jih v evklidski geometriji ne poznamo (oz. niso krivulje) in imajo podobno vlogo kot krožnice.

### Hipercikel
Hipercikel je množica ravninskih točk, ki so enako oddaljene od dane premice p. V evklidski geometriji je ustrezna množica točk sestavljena iz dveh premic, v hiperbolični geometriji pa je to krivulja. 
Hipercikel je pravokoten na vse premice, ki so pravokotne na p.
Ustrezna posplošitev v prostorski geometriji je ploskev, ki se imenuje hipersfera.

### Horocikel
Horocikel (tudi horicikel) je krivulja, ki je pravokotna na vse asimptotske vzporednice, ki se stekajo proti isti točki.
Ustrezna posplošitev v prostorski geometriji je ploskev, ki se imenuje horosfera (ali tudi horisfera). Ta ploskev je zanimiva zato, ker je notranja geometrija, ki jo določajo geodetke, enaka evklidski geometriji - to je model evklidske geometrije v hiperbolični gometriji.